# Alliopsis similaris
Alliopsis similaris är en tvåvingeart som först beskrevs av Assis-fonseca 1966.  Alliopsis similaris ingår i släktet Alliopsis och familjen blomsterflugor. Inga underarter finns listade i Catalogue of Life.